# 리사 (대한민국의 가수)
리사(본명: 정희선, 1980년 2월 25일~)는 대한민국의 가수, 뮤지컬 배우이다.

## 학력
- 홍익대학교 서양화과 학사

## 경력
- 서울종합예술전문학교 실용음악예술학부 교수 (2007년 ~ )

## 수상
- 제6회 대구뮤지컬어워즈 올해의 스타상 (2012년)
- LBMA 스타어워즈 아시아스타상 (2018년)

## 방송출연
- 2017년 MBC 《미스터리 음악쇼 복면가왕》 - 2017! 미스코리아 진~달래! (참가자-준우승)
- 2018년 MBC 《미스터리 음악쇼 복면가왕》 - 법 위에 마법 마법소녀 (재도전-우승)
- 2021년 MBC  《방과후설렘》 - 보컬 선생님
- 2021년 JTBC  《싱어게인2》 - top39
- 2022년 SBS  《골 때리는 그녀들》 - FC발라드림 골키퍼

## 뮤지컬
- 2007년 《밴디트 - 또 다른 시작》 ... 최영서 역 (문화일보홀)
- 2008년 《밴디트 - 또 다른 시작》 ... 최영서 역 (원더스페이스 네모극장)
- 2008년 《대장금》 ... 서장금 역 (경희궁 숭정전)
- 2009년 《대장금 시즌2》 ... 서장금 역 (경희궁 숭정전)
- 2009년~2010년 《헤드윅》 ... 이츠학 역 (KT&G 상상아트홀)
- 2010년 《대장금 시즌3》 ... 서장금 역 (경희궁 숭정전)
- 2011년 《광화문연가》 ... 여주 역 (세종문화회관 대극장)
- 2011년~2012년 《에비타》 ... 에바 페론 역 (LG아트센터)
- 2012년 《광화문연가》 ... 여주 역 (LG아트센터)
- 2012년 《광화문연가》 ... 여주 역 (충무아트홀 대극장)
- 2012년 《영웅》 ... 설희 역 (블루스퀘어 삼성전자홀)
- 2012년 《광화문연가》(일본 도쿄) ... 여주 역 (메이지좌)
- 2013년 《광화문연가》(일본 오사카) ... 여주 역 (신가부키좌)
- 2013년 《요셉 어메이징》 ... 해설자 역 (샤롯데씨어터)
- 2013년 《보니 앤 클라이드》 ... 보니 역 (충무아트홀 대극장)
- 2013년~2014년 《요셉 어메이징》 ... 해설자 역 (대학로뮤지컬센터 대극장)
- 2014년 《프랑켄슈타인》 ... 줄리아, 까뜨린느 역 (충무아트홀 대극장)
- 2014년 《레베카》 ... 댄버스 부인 역 (블루스퀘어 삼성전자홀)
- 2014년~2015년 《지킬 앤 하이드》 ... 루시 역 (블루스퀘어 삼성전자홀)
- 2015년 《영웅》 ... 설희 역 (블루스퀘어 삼성전자홀)
- 2015년 《묵화마녀 진서연》 - G STAR 2015 특별공연 ... 진서연 역 (영화의전당 야외특설무대)
- 2016년 《투란도트》 ... 투란도트 역 (디큐브아트센터)
- 2016년 《포이즌》 - 2016 글로컬 뮤지컬 라이브 쇼케이스 ... 유리디케, 유이채 역 (동국대학교 이해랑 예술극장)
- 2016년 《투란도트》(대구) - 제10회 대구국제뮤지컬페스티벌 ... 투란도트 역 (계명아트센터)
- 2017년 《영웅》 ... 설희 역 (세종문화회관 대극장)
- 2017년 《더 데빌》 ... 그레첸 역 (대학로 드림아트센터 1관)
- 2017년 《록키호러쇼》 ... 마젠타 역 (홍익대 대학로 아트센터 대극장)
- 2017~2018년 《더 라스트 키스》 ... 라리쉬 백작부인 역 (LG아트센터)
- 2018년 《록키호러쇼》 ... 마젠타 역 (홍익대 대학로 아트센터 대극장)
- 2018년 《바넘: 위대한 쇼맨》 ... 제니 린드 역 (충무아트센터 대극장)
- 2019년 《킹아더》 모르간 역 (충무아트센터 대극장)
- 2024년 《베르사유의 장미》 마담 드 폴리냑 역 (충무아트센터 대극장)
- 2025년 《웃는 남자》 조시아나 여공작 역 (예술의 전당 오페라하우스)

## 음반

### 정규 음반[3]
|     | 음반명       | 발매일           |
| --- | ------------ | ---------------- |
| 1집 | Finally      | 2004년 11월 26일 |
| 2집 | Mind Blowin' | 2007년 5월 22일  |
| 3집 | Featherlight | 2008년 11월 13일 |

## 영화
- 《보통사람》 (2017년) - 여가수 (지영미) 역